# Verenigde Staten op de Olympische Winterspelen 1968
Tijdens de Olympische Winterspelen van 1968, die in Grenoble (Frankrijk) werden gehouden, namen Verenigde Staten voor de tiende keer deel.

## Medailleoverzicht
| Sport       | Olympiër          | Discipline | Medaille |
| ----------- | ----------------- | ---------- | -------- |
| Kunstrijden | Peggy Fleming     | vrouwen    | Goud     |
| Kunstrijden | Tim Wood          | mannen     | Zilver   |
| Schaatsen   | Richard McDermott | 500 m (m)  | Zilver   |
| Schaatsen   | Jennifer Fish     | 500 m (v)  | Zilver   |
| Schaatsen   | Mary Meyers       | 500 m (v)  | Zilver   |
| Schaatsen   | Dianne Holum      | 500 m (v)  | Zilver   |
| Schaatsen   | Dianne Holum      | 1000 m (v) | Brons    |

## Deelnemers en resultaten

### Alpineskiën
| Olympiër          | Discipline       | Resultaat | Prestatie                       |
| ----------------- | ---------------- | --------- | ------------------------------- |
| James Barrows     | afdaling (m)     | dnf       | opgave                          |
| Rick Chaffee      | reuzenslalom (m) | 15e       | 3.36,19 (+6,91)                 |
| Rick Chaffee      | slalom (m)       | 9e        | 1.41,19 (+1,46)                 |
| Jere Elliott      | afdaling (m)     | dnf       | opgave                          |
| Jimmy Heuga       | reuzenslalom (m) | 10e       | 3.33,89 (+4,61)                 |
| Jimmy Heuga       | slalom (m)       | 7e        | 1.40,97 (+1,24) 49,96+51,01     |
| Billy Kidd        | afdaling (m)     | 18e       | 2.03,40 (+3,55)                 |
| Billy Kidd        | reuzenslalom (m) | 5e        | 3.32,37 (+3,09) 1.45,91+1.46,46 |
| Billy Kidd        | slalom (m)       | dnf-1     | opgave run 1                    |
| Dennis McCoy      | afdaling (m)     | 21e       | 2.04,82 (+4,97)                 |
| Vladimir Sabich   | reuzenslalom (m) | 14e       | 3.36,15 (+6,87)                 |
| Vladimir Sabich   | slalom (m)       | 5e        | 1.40,49 (+0,76) 49,75+50,74     |
|                   |                  |           |                                 |
| Wendy Allen       | reuzenslalom (v) | 22e       | 2.00,03 (+8,06)                 |
| Wendy Allen       | slalom (v)       | dq-1      | diskwalificatie run 1           |
| Suzy Chaffee      | afdaling (v)     | 28e       | 1.48,50 (+7,63)                 |
| Suzy Chaffee      | reuzenslalom (v) | 17e       | 1.58,38 (+6,41)                 |
| Kiki Cutter       | afdaling (v)     | 17e       | 1.44,94 (+4,07)                 |
| Kiki Cutter       | reuzenslalom (v) | 21e       | 1.59,52 (+7,55)                 |
| Kiki Cutter       | slalom (v)       | dq-1      | diskwalificatie run 1           |
| Rosie Fortna      | slalom (v)       | dq-1      | diskwalificatie run 1           |
| Judy Nagel        | reuzenslalom (v) | 12e       | 1.57,39 (+5,42)                 |
| Judy Nagel        | slalom (v)       | dq-2      | diskwalificatie run 2           |
| Sandra Shellworth | afdaling (v)     | 21e       | 1.46,53 (+5,66)                 |

### Biatlon
| Olympiër                                                  | Discipline             | Resultaat | Prestatie                                                                            |
| --------------------------------------------------------- | ---------------------- | --------- | ------------------------------------------------------------------------------------ |
| Ralph Wakely                                              | 20 km (m)              | 27e       | 1:27.32,9 (+13.47,0) pen.: 5                                                         |
| Bill Spencer                                              | 20 km (m)              | 37e       | 1:30.17,7 (+16.31,8) pen.: 10                                                        |
| Edward Williams                                           | 20 km (m)              | 45e       | 1:32.24,5 (+18.38,6) pen.: 9                                                         |
| Jonathan Chaffee                                          | 20 km (m)              | 49e       | 1:34.21,1 (+20.35,2) pen.: 11                                                        |
| Ralph Wakely Edward Williams Bill Spencer John Ehrensbeck | 4x7,5 km estafette (m) | 8e        | 2:28.35,5 (+15.33,1) pen.: 8 (2 / 4 / 1 / 1) (36.11,6 / 38.33,2 / 37.49,2 / 36.01,5) |

### Bobsleeën
| Olympiër                                            | Discipline                        | Resultaat | Prestatie                                               |
| --------------------------------------------------- | --------------------------------- | --------- | ------------------------------------------------------- |
| Paul Lamey Robert Huscher                           | 2-mansbob (m) Verenigde Staten I  | 6e        | 4.46,03 (+4,49) (1.11,30 / 1.11,54 / 1.11,04 / 1.12,15) |
| Howard Clifton Michael Luce                         | 2-mansbob (m) Verenigde Staten II | 11e       | 4.49,31 (+7,77)                                         |
| Bill Hickey Howard Clifton Michael Luce Paul Savage | 4-mansbob (m) Verenigde Staten I  | 15e       | 2.20,37 (+2,98)                                         |
| Boris Said David Dunn Robert Crowley Philip Duprey  | 4-mansbob (m) Verenigde Staten II | 10e       | 2.19,56 (+2,17)                                         |

### Kunstrijden
| Olympiër                         | Discipline | Resultaat | Prestatie               |
| -------------------------------- | ---------- | --------- | ----------------------- |
| Tim Wood                         | mannen     | Zilver    | pc. 17,0; 1891,6 punten |
| Gary Visconti                    | mannen     | 5e        | pc. 52,0; 1810,2 punten |
| John Misha Petkevich             | mannen     | 6e        | pc. 56,0; 1806,2 punten |
| Peggy Fleming                    | vrouwen    | Goud      | pc. 9,0; 1970,5 punten  |
| Tina Noyes                       | vrouwen    | 4e        | pc. 40,0; 1797,3 punten |
| Janet Lynn                       | vrouwen    | 9e        | pc. 90,0; 1698,7 punten |
| Cynthia Kauffman Ronnie Kauffman | paarrijden | 6e        | pc. 58,0; 297,0 punten  |
| Sandi Sweitzer Roy Wagelein      | paarrijden | 7e        | pc. 64,5; 294,5 punten  |
| Alicia Starbuck Kenneth Shelley  | paarrijden | 13e       | pc. 121,0; 276,0 punten |

### Langlaufen
| Olympiër                                           | Discipline            | Resultaat | Prestatie                                                    |
| -------------------------------------------------- | --------------------- | --------- | ------------------------------------------------------------ |
| Larry Damon                                        | 15 km (m)             | 55e       | 55.07,2 (+7.13,0)                                            |
| Larry Damon                                        | 50 km (m)             | 32e       | 2:41.25,2 (+12.39,4)                                         |
| Mike Elliott                                       | 15 km (m)             | 41e       | 52.40,8 (+4.46,6)                                            |
| Mike Elliott                                       | 30 km (m)             | 29e       | 1:42.22,6 (+6.43,4)                                          |
| Mike Elliott                                       | 50 km (m)             | 30e       | 2:40.38,5 (+11.52,7)                                         |
| Mike Gallagher                                     | 15 km (m)             | 34e       | 52.02,4 (+4.08,2)                                            |
| Mike Gallagher                                     | 30 km (m)             | 27e       | 1:41.58,2 (+6.19,0)                                          |
| Mike Gallagher                                     | 50 km (m)             | 22e       | 2:36.26,1 (+7.40,3)                                          |
| Robert Gray                                        | 15 km (m)             | 48e       | 53.24,8 (+5.30,6)                                            |
| Charles Kellogg                                    | 30 km (m)             | 51e       | 1:50.03,7 (+14.24,5)                                         |
| Charles Kellogg                                    | 50 km (m)             | 36e       | 2:44.00,4 (+15.14,6)                                         |
| Jon Lufkin                                         | 30 km (m)             | 55e       | 1:51.21,2 (+15.42,0)                                         |
| Mike Gallagher Mike Elliott Robert Gray John Bower | 4x10 km estafette (m) | 12e       | 2:21.30,4 (+12.56,9) (33.45,0 / 35.09,7 / 35.32,6 / 37.03,1) |

### Noordse combinatie
| Olympiër     | Discipline | Resultaat | Prestatie                                     |
| ------------ | ---------- | --------- | --------------------------------------------- |
| John Bower   | mannen     | 13e       | 411,16 punten schans: 205,2 p 15 km: 205,96 p |
| Georg Krog   | mannen     | 22e       | 383,76 punten schans: 212,2 p 15 km: 171,56 p |
| James Miller | mannen     | 26e       | 378,38 punten schans: 171,6 p 15 km: 206,78 p |
| Thomas Upham | mannen     | 39e       | 325,17 punten schans: 182,2 p 15 km: 142,97 p |

### Rodelen
| Olympiër             | Discipline | Resultaat | Prestatie        |
| -------------------- | ---------- | --------- | ---------------- |
| Kim Layton           | mannen     | 26e       | 2.58,64 (+6,16)  |
| James Murray         | mannen     | 28e       | 3.00,00 (+7,52)  |
| Mike Hessel          | mannen     | 30e       | 3.00,62 (+8,14)  |
| Robin Partch         | mannen     | 46e       | 3.29,67 (+37,19) |
| Kathleen Ann Roberts | vrouwen    | 14e       | 2.33,60 (+4,94)  |
| Ellen Williams       | vrouwen    | 16e       | 2.35,15 (+6,49)  |
| Sheila Johansen      | vrouwen    | 17e       | 2.35,47 (+6,81)  |

### Schaatsen
| Olympiër          | Discipline   | Resultaat | Prestatie         |
| ----------------- | ------------ | --------- | ----------------- |
| Neil Blatchford   | 500 m (m)    | 5e        | 40,7 (+0,4)       |
| Roger Capan       | 1500 m (m)   | 34e       | 2.13,6 (+10,2)    |
| Bill Cox          | 5000 m (m)   | 25e       | 7.58,1 (+35,7)    |
| Bill Cox          | 10.000 m (m) | 25e       | 17.08,2 (+1.44,6) |
| Tom Gray          | 500 m (m)    | 21e       | 41,6 (+1,3)       |
| Bill Lanigan      | 1500 m (m)   | 24e       | 2.11,7 (+8,3)     |
| Bill Lanigan      | 5000 m (m)   | 24e       | 7.57,7 (+35,3)    |
| Bill Lanigan      | 10.000 m (m) | 21e       | 16.50,1 (+1.26,5) |
| Wayne LeBombard   | 1500 m (m)   | 23e       | 2.11,2 (+7,8)     |
| Wayne LeBombard   | 5000 m (m)   | 28e       | 8.03,8 (+41,4)    |
| Richard McDermott | 500 m (m)    | Zilver    | 40,5 (+0,2)       |
| John Wurster      | 500 m (m)    | 5e        | 40,7 (+0,4)       |
| Richard Wurster   | 1500 m (m)   | 19e       | 2.08,4 (+5,0)     |
|                   |              |           |                   |
| Jeanne Ashworth   | 1000 m (v)   | 7e        | 1.34,7 (+2,1)     |
| Jeanne Ashworth   | 1500 m (v)   | 16e       | 2.30,3 (+7,9)     |
| Jeanne Ashworth   | 3000 m (v)   | 10e       | 5.14,0 (+17,8)    |
| Toy Dorgan        | 3000 m (v)   | 14e       | 5.17,6 (+21,4)    |
| Jennifer Fish     | 500 m (v)    | Zilver    | 46,3 (+0,2)       |
| Jennifer Fish     | 1000 m (v)   | 23e       | 1.38,4 (+5,8)     |
| Dianne Holum      | 500 m (v)    | Zilver    | 46,3 (+0,2)       |
| Dianne Holum      | 1000 m (v)   | Brons     | 1.33,4 (+0,8)     |
| Dianne Holum      | 1500 m (v)   | 13e       | 2.28,5 (+6,1)     |
| Mary Meyers       | 500 m (v)    | Zilver    | 46,3 (+0,2)       |
| Jeanne Omelenchuk | 1500 m (v)   | 25e       | 2.35,5 (+13,1)    |
| Jeanne Omelenchuk | 3000 m (v)   | 11e       | 5.14,9 (+18,7)    |

### Schansspringen
| Olympiër     | Discipline         | Resultaat | Prestatie                 |
| ------------ | ------------------ | --------- | ------------------------- |
| Bill Bakke   | normale schans (m) | 40e       | 180,8 punten (69,5+70,0m) |
| Bill Bakke   | grote schans (m)   | 34e       | 175,5 punten (90,5+87,5m) |
| John Balfanz | normale schans (m) | 33e       | 189,7 punten (72,5+68,5m) |
| John Balfanz | grote schans (m)   | 42e       | 169,8 punten (84,5+85,5m) |
| Jay Martin   | grote schans (m)   | 43e       | 163,8 punten (85,0+85,0m) |
| Jay Rand     | normale schans (m) | 42e       | 178,4 punten (70,0+70,5m) |
| Jay Rand     | grote schans (m)   | 35e       | 174,7 punten (90,0+86,0m) |
| Adrian Watt  | normale schans (m) | 44e       | 174,0 punten (71,0+68,0m) |

### IJshockey
| Olympiër | Discipline | Resultaat | Prestatie |
| --- | ---------- | --------- | --- |
| Herb Brooks John Cunniff John Dale Craig Falkman Robert Gaudreau Paul Hurley Thomas Hurley Leonard Lilyholm James Logue John Morrison Louis Nanne Robert Paradise Lawrence Pleau Bruce Riutta Don Ross Pat Rupp Larry Stordahl Douglas Volmar | mannen     | 7e        | A-groep (1e-8e plaats): 1 - 5 Verenigde Staten - Tsjecho-Slowakije 3 - 4 Verenigde Staten - Zweden 2 - 10 Verenigde Staten - Sovjet-Unie 2 - 3 Verenigde Staten - Canada 8 - 1 Verenigde Staten - Bondsrepubliek Duitsland 6 - 4 Verenigde Staten - DDR 1 - 1 Verenigde Staten - Finland |

Argentinië · Australië · Bondsrepubliek Duitsland · Bulgarije · Canada · Chili · Denemarken · Duitse Democratische Republiek · Finland · Frankrijk · Griekenland · Groot-Brittannië · Hongarije · IJsland · India · Iran · Italië · Japan · Joegoslavië · Libanon · Liechtenstein · Marokko · Mongolië · Nederland · Nieuw-Zeeland · Noorwegen · Oostenrijk · Polen · Roemenië · Sovjet-Unie · Spanje · Tsjecho-Slowakije · Turkije · Verenigde Staten · Zuid-Korea · Zweden · Zwitserland